# Los pichiciegos
Los pichiciegos es la primera novela del escritor argentino Rodolfo Fogwill, publicada por primera vez por la editorial Ediciones de la Flor en 1983 bajo el título de Los Pichy-cyegos. Visiones de una batalla subterránea. El nombre de la novela hace referencia al pichiciego menor o pichiciego pampeano (Chlamyphorus truncatus), una especie de armadillo de pequeño tamaño, de hábitos nocturnos y subterráneos, que habita en la región central de Argentina.

## Contexto
Ambientada en la Guerra de Malvinas, la narración principal transcurre a finales de mayo y principios de junio de 1982, y finaliza cuando los soldados británicos desembarcan en las islas y los soldados argentinos son hechos prisioneros y trasladados a la Argentina. Fogwill escribió la novela en medio del ambiente bélico creado por la Guerra, entre el 11 y el 17 de junio de 1982, es decir, tres días después del final de la guerra. En los últimos capítulos hay pasajes intercalados que parecen anticipar hechos relativos a la redacción y edición del propio libro. El aporte de Fogwill radica en construir un relato ficcional más ajustado a la realidad de la verdadera Guerra que lo que primaba en el imaginario colectivo argentino manipulado por la última dictadura militar que regía la Argentina en aquel entonces, transmitido por los medios de comunicación afines a la dictadura.
Varias copias de la redacción original de la novela estuvieron circulando entre críticos y editores de Brasil en los meses siguientes a su publicación antes de ser publicada por primera vez en la Argentina, con poca recepción de crítica y público. No obstante, con los años la novela adquirió su reconocimiento y es considerada un clásico tanto de la literatura argentina como de la literatura sobre la Guerra de Malvinas. La obra ha sido adaptada al teatro y, en 2012, inspiró dos puestas en escena, una dirigida por Mariana Mazover y la otra por Diego Quiroz.

## Argumento
Cuenta la historia de un grupo de soldados argentinos, alrededor de 25, enviados por la dictadura militar a las Islas Malvinas, que desertan y se ocultan en un refugio subterráneo. Para el Ejército oficialmente no existen, han sido dados muertos por la tropa. Su único objetivo es sobrevivir, confiando en que la guerra acabe y puedan volver a casa.
El nombre de «pichiciegos» se lo dan a sí mismos por semejanza con un animal que vive ocultándose en cuevas que él mismo hace, un día que uno de ellos, un santiagueño, cuenta:

El Pichi es un bicho que vive abajo de la tierra. Hace cuevas. Tiene cáscara dura -un caparazón- y no ve. Anda de noche. Vos lo agarrás, lo das vuelta, y nunca sabe enderezarse, se queda pataleando panza arriba. ¡Es rico, más rico que la vizcacha!

Pasan la mayor parte del tiempo en el refugio o Pichicera, y la vida que llevan se limita a realizar tareas para mantenerse vivos. Entre ellas, se cuenta el intercambio de mercaderías y comestibles con los ingleses y los habitantes de las islas (llamados malvineros). La novela narra la lucha de los pichis contra el frío, las enfermedades y el miedo, fundamentalmente a la guerra y a ser descubiertos por miembros del Ejército argentino. 
En medio de su aislamiento, sueñan con:

culear, dormir, bañarme, estar en casa, dormir en cama limpia, limpio, culear, comer bien... ¡Te imaginás un asadito!, ver a mis viejos, ... culear y ser brasilero, ... Cualquier cosa. ¡Pero brasilero!

Para poder subsistir han creado una comunidad con sus propias normas, en las que hay Reyes Magos o jefes, un almacenero, que controla los víveres, y patrullas que salen a buscar o cambiar mercaderías.
También hay pichis que no hacen nada, se pasan el día dormidos, pero estos no duran mucho, porque los tiran afuera, entregándolos a los británicos:

Si esta guerra no acaba -amenazó Viterbo un día- vamos a tener que tirar a todos los dormidos.

A cada nuevo se lo explicaban: mandan los Magos, los que empezaron todo.

Las patrullas salen por la noche, de noche hay menos viento, y además no te ven, a conseguir recursos de ocasión, despojos de vehículos abandonados, de soldados muertos congelados o de restos de naufragios que llegan a las playas. También hacen intercambios o reciben ayuda de otros soldados argentinos, y de los británicos, de los que obtienen víveres, pilas de linterna, coque o querosén, a cambio de información o ayuda en las tareas de guerra (les pasan planos de las zonas minadas, marcan con radios objetivos de los cohetes, y llegan a aceptar la presencia de una pareja de operadores de radio en la Pichicera).
Los Reyes Magos - los cuatro más veteranos - establecen lo que debe hacer cada uno y aceptan o rechazan la incorporación de nuevos miembros:

La gente sirve. Vienen más, traen más... ¡Hay que elegir que sirvan: traen cosas, tienen más conocidos en los batallones, pueden cambiar más cosas y ayudar...!

A medida que avanza la narración se van descubriendo las situaciones que viven dentro y fuera del refugio, como el miedo a las bombas, el miedo al propio miedo, las conversaciones extenuantes, la dificultad de defecar o tener sexo, el sexo con las ovejas, el encuentro con soldados congelados, las ovejas que revientan al pisar una mina, la sospecha de que afuera sepan de su existencia o de que haya más pichis en otros sitios, y otras más delirantes como la presencia de unas monjas francesas aparecidas en zona de guerra, repartiendo papeles en medio de las ovejas que les caminaban alrededor, o el paso de unos aviones que vuelan en formación en V, 1, 2, 4, 8, 16, 32 aviones por fila, atraídos por el arco iris y que al alcanzarlo se desparraman en el azul.

## Estilo
La novela puede ser caracterizada como una «picaresca de guerra», en la medida en que los pichis no están inspirados por sentimientos heroicos, sino que su mayor preocupación consiste en la elaboración de «estrategias de supervivencia». Es por ello también que la narración no presenta juicios o valoraciones morales sobre la guerra: los pichis no se posicionan con ningún bando en particular, simplemente están interesados en que la guerra termine.
El narrador de los acontecimientos que tienen lugar en la pichicera es Quiquito, el único sobreviviente luego de que el sistema de ventilación de la pichicera quedara tapado por la nieve y las antenas de dos soldados ingleses que son aceptados en la Pichicera con el objetivo de interceptar comunicaciones del Ejército argentino. La narración de Quiquito se refiere en tercera persona a través del narrador de la novela, quien recién aparece explicitado en el tercer capítulo de la Segunda Parte, a través de un diálogo entre Quiquito y él.  
El lenguaje llano de la novela es un recurso estilístico que apunta a resaltar el orden material en el que se encuentran inmersos los pichis, sin posibilidades de acceder a otros órdenes simbólicos. El señalamiento de la diversidad de orígenes geográficos de los pichis, provenientes de diversas provincias, señala las dificultades que la dictadura militar tuvo en construir un sentido de identidad nacional entre los soldados que envió a Malvinas.

## Personajes de la novela
Los pichis se organizan en dos bandos: los dormidos y los despiertos. Los dormidos son quienes pasan la mayor parte del tiempo en la Pichicera y en general no ayudan en la organización de expediciones, en el intercambio de mercancías o en la búsqueda de elementos de utilidad para la Pichicera. En un momento de la novela, tres de ellos son mandados a sacrificar por Los Reyes Magos.  
Quiquito: es el narrador de los acontecimientos que tuvieron lugar en la Pichicera y es el único sobreviviente del accidente del conducto de ventilación en el que murieron todos los demás pichis. Es él quien dialoga con el narrador de la novela.
Los Reyes Magos (fijan las misiones, establecen las normas, toman las decisiones): El Sargento (muerto), Viterbo (también muerto; a ambos los mataron los de Marina, que no los dejaron ir en un control), Viterbo -el primo de Viterbo, el muerto-, el Turco, el Ingeniero.
Los que sirven (traen cosas, tienen más conocidos en los batallones, pueden cambiar más cosas y ayudar...): Pipo Pescador (el almacenero), Rubione, García, ...
Los demás de la pichicera: el Tucumano (cuenta historias de vampiros y hombres tigre), Dorio (que salvó a un soldadito), Diéguez (el único herido admitido), Pugliese (el que vio las dos monjas entre las ovejas), Acevedo (judío, que cuenta cuentos), el Sanjuanino (que cuidaba de una culebra que adopta como mascota), Luciani, Uruguayo, Yrigoyen, Galtieri, Ramírez, Acosta, Manzi, Núñez, Tano, Brecelli, Torraga, Benítez, ... y los tres militares británicos destacados en la Pichicera.
Manuel: el pichi Manuel es una clara alusión al escritor argentino Manuel Puig, no solamente por su orientación sexual, sino también porque Manuel es el pichi que distrae a todos contándoles películas que vio en el cine.